# Copa d'Àfrica de Nacions 1962
El 1962 es disputà la tercera edició de la Copa d'Àfrica de Futbol a Etiòpia. En aquesta tercera edició es van jugar quatre partits, i Etiòpia en fou el campió, després de derrotar la República Àrab Unida (Egipte) a la pròrroga de la final.

## Fase de classificació

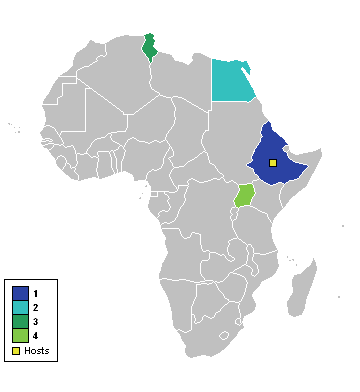
Els 4 països que van participar en la fase final de la competició.

Es va organitzar una fase de classificació amb nou equips i una fase final amb quatre equips. La República Àrab Unida, com a vigent campió, i Etiòpia, com a organitzador, van entrar directament a la fase final.
Els equips classificats van ser:
| Equips                        | Participacions anteriors | Millor resultat       |
| ----------------------------- | ------------------------ | --------------------- |
| Etiòpia (organitzador)        | 2 (1957 i 1959)          | Finalistes (1957)     |
| Tunísia                       | Debutants                | Debutants             |
| Uganda                        | Debutants                | Debutants             |
| R. Àrab Unida (vigent campió) | 2 (1957 i 1959)          | Campions (1957, 1959) |

## Seu
| Addis Abeba           | Addis Abeba |
| Estadi Hailé Sélassié | Addis Abeba |
| Capacitat: 30,000     | Addis Abeba |
|                       | Addis Abeba |

## Competició
|  | Semifinals             | Semifinals    |                        |   | Final | Final |
|  |                        |               |                        |   |       |       |
|  | 14 gener – Addis Abeba |               |                        |   |       |       |
|  |                        |               |                        |   |       |       |
|  | Etiòpia                | 4             |                        |   |       |       |
|  | Etiòpia                | 4             | 21 gener – Addis Abeba |   |       |       |
|  | Tunísia                | 2             |                        |   |       |       |
|  | Tunísia                | 2             | Etiòpia (pr.)          | 4 |       |       |
|  | 18 gener – Addis Abeba |               | Etiòpia (pr.)          | 4 |       |       |
|  |                        | R. Àrab Unida | 2                      |   |       |       |
|  | R. Àrab Unida          | R. Àrab Unida | 2                      | 2 |       |       |
|  | R. Àrab Unida          |               |                        | 2 |       |       |
|  | Uganda                 | 1             |                        |   |       |       |
|  | Uganda                 | 1             | 3r i 4t lloc           |   |       |       |
|  |                        |               |                        |   |       |       |
|  | 20 gener – Addis Abeba |               |                        |   |       |       |
|  |                        |               |                        |   |       |       |
|  | Tunísia                | 3             |                        |   |       |       |
|  | Tunísia                | 3             |                        |   |       |       |
|  | Uganda                 | 0             |                        |   |       |       |

### Semifinals
| Etiòpia                                         | 4 - 2 | Tunísia                     |
| ----------------------------------------------- | ----- | --------------------------- |
| Vassalo 32' (pen.), 75' · Tekle 36' · Worku 69' |       | Merrichkou 13' · Chérif 29' |

 Estadi Hailé Sélassié, Addis Abeba
| R. Àrab Unida          | 2 - 1 | Uganda         |
| ---------------------- | ----- | -------------- |
| Badawi 50' · Selim 57' |       | Bunyenyezi 16' |

 Estadi Hailé Sélassié, Addis Abeba

### 3r i 4t lloc
| Tunísia                               | 3 - 0 | Uganda |
| ------------------------------------- | ----- | ------ |
| Jedidi 3' · Laaouini 53' · Meddab 85' |       |        |

 Estadi Hailé Sélassié, Addis Abeba

### Final
| Etiòpia                                    | 4 - 2 | R. Àrab Unida   |
| ------------------------------------------ | ----- | --------------- |
| Tekle 74' · Worku 84', 118' · Vassalo 101' |       | Badawi 35', 75' |

 Estadi Hailé Sélassié, Addis Abeba

## Campió
| Guanyador de Copa d'Àfrica 1962 |
| ------------------------------- |
| · Etiòpia · Primer títol        |

## Golejadors
3 gols
- Mengistu Worku
- Badawi Abdel Fattah

2 gols
- Luciano Vassalo
- Girma Tekle

1 gol
- Italo Vassalo
- Moncef Cherif
- Mohamed Salah Jedidi
- Chedly Laaouini
- Rached Meddab
- Ammar Merrichkou
- John Bunyenyezi
- Saleh Selim